# Sandra Sánchez
Sandra Sánchez Jaime (Talavera de la Reina, 16 settembre 1981) è una karateka spagnola, specialista nel kata, campionessa mondiale nel 2018 e 2021 e sette volte consecutive campionessa europea dal 2015 al 2022.